# ایلی‌پینار (تاش‌اوا)
ایلی‌پینار (به لاتین: Ilıpınar) یک منطقهٔ مسکونی در ترکیه است که در تاشوا واقع شده‌است.